# Port lotniczy Gamboa
Port lotniczy Gamboa – port lotniczy zlokalizowany w chilijskim mieście Castro.